# Mónica Lorente Ramón
Mónica Isabel Lorente Ramón (Oriola, 1971) és un política valenciana militant del Partit Popular de la Comunitat Valenciana (PPCV), alcaldessa d'Oriola (2007-2011).
S'afilià a Nuevas Generaciones de la Comunidad Valenciana amb 18 anys, i amb 28 entrà a formar part del Comité Executiu provincial del PPCV a Alacant. A les eleccions municipals del 2007 fou elegida alcaldessa d'Oriola amb el 48,76% dels vots, tot i que no pogué revalidar-la a les següents eleccions de 2011 després de 24 anys de governs populars.
És diputada provincial d'Alacant des del 2007, siguent vicepresident i portaveu de la Diputació fins al 2011, quan José Joaquín Ripoll abandona la presidència. També ha estat diputada a les Corts Valencianes durant la VI Legislatura (2003-2007).

## Corrupció política

### Cas Brugal
En l'actualitat es troba imputada pels presumptes delictes de prevaricació, tràfic d'influències, revelació de secrets, activitats prohibides a autoritats i frau.
Al juliol de 2010, al marc de les operacions del cas Brugal, la policia escorcollà l'ajuntament oriolà i va detenir tres regidors del seu govern municipal i al president de la Diputació d'Alacant, (José Joaquín Ripoll) arran les investigacions d'un presumpte cas de corrupció relacionat amb la recollida de fem.

### Cas de falsedat documental
Mónica Lorente es troba involucrada en un altre cas de corrupció política relacionat amb la inauguració d'unes obres municipals abans que foren adjudicades en juliol de 2008. Està acusada del delicte de falsedat documental i el procés judicial es troba en la fase d'obertura de judici oral al Jutjat número 1 d'Oriola. La Fiscalia demana per a ella una multa de 4.500 euros i la inhabilitació de càrrec públic durant deu mesos (també per al qui fou edil d'Oriola, Antonio Rodríguez Murcia).
El 21 de febrer de 2014, l'Audiència Provincial d'Alacant desestima el recurs presentat contra el seu processament i confirma l'obertura del judici oral.